# Missa (Catalani)
La Missa per cor, solistes i orquesta (Messa per Coro, Soli e Orchestra) és una missa composta per Alfredo Catalani i estrenada l'any 1872.
Catalani va abandonar els estudis de Dret per dedicar-se exclusivament a la música, tenint com a mestre Carlo Angeloni i Fortunato Magi, i es va graduar brillantment el 1872 amb aquesta missa a quatre veus i orquestra, que va dirigir el mateix compositor a la catedral de Lucca.

## Estructura
1. Kyrie
2. Gloria
3. Qui tollis
4. Credo
5. Credo (segona part)
6. Sanctus
7. Benedictus
8. Agnus Dei
9. Prologue